# 英雄志角色列表
《英雄志》是一部长篇武侠小说，作者为台灣作家孙晓，1996年開筆，2000年正式出版。
以下为《英雄志》角色列表。

## 男主角

### 盧雲
為天地立心、為生民立命、為往聖繼絕學、為萬世開太平；天地之間最後的聖光
山東濰縣人，自幼父母雙亡，苦讀自學，學得一身經世致用的好學問，卻不幸屢試不第，淪落到以酒肆店夥為生。在做酒肆店夥時被當地地痞陷害，又被貪官誣指為殺人犯，旦夕將死，適逢怒蒼山殘黨(太湖双龙寨)劫獄救人，才得以脫困而出。
逃獄之後，盧雲以賣麵為業，順運河而下直至揚州，在揚州入景泰朝大臣顧嗣源家為僮僕，後於一偶然機會(对联)為顧所賞識，被網羅為顧府幕僚，顧嗣源獨生女顧倩兮亦對盧雲深有好感。同時，盧雲獲得了武當派掌門元清道人的練氣養氣之法，以及怒蒼山殘黨「江東帆影」陸孤瞻傳授的無雙連拳，結合兩者，在武藝上自創「無絕心法」，後遂成武林「心體氣術勢」五大宗中氣宗一派的大師。
盧雲雖受嗣源與倩兮賞識，但仍是有案在身之人，以此為顧府二姨娘所逐，再次淪落江湖，以賣山東大滷麵為生;當他在北京賣大滷麵時無意間救了被崑崙十三劍追殺的伍定遠，後又為征北大都督柳昂天麾下驍將秦仲海所賞識，得以出使西域和番，最後並在仲海的幫助下洗刷冤情，成為景泰王朝的一甲狀元，並和心愛的倩兮定下婚約，但是套用二姨娘的話，盧雲這人天生帶煞，走到哪裡哪裡就有人要倒霉，盧雲任狀元之後不久，朝中生變，武英景泰兩帝鬥爭日趨兇險，返京結婚的盧雲適逢柳昂天壽誕前往赴宴，卻遇上柳氏抄家滅門的慘禍，為保柳氏遺孤神秀，盧雲北走怒蒼山投秦仲海，卻為保嬰兒擋了仲海一刀，自此額頭上多了一隻眼，不得已只好南走貴州，卻又遇上朝廷殺手追逼，最後墜入白水大瀑布中，直到十年之後才因為無知少女瓊芳的援助得以脫困。
脫困之後的盧雲，武功之高世所罕有（他歷經天下第一大水瀑的磨難，又已習得崑崙十三劍的畢生絕學與「劍神」卓凌昭的無上劍芒，嗣後更悟得與華山派的仁劍震音揚意境相同的絕學正十七），但是身上卻一毛錢也沒有了，只好靠瓊芳的“不樂之捐”，買了個麵攤又幹起那賣山東大滷麵的行當，偏偏賣到了北京，一見自己相思十年的戀人顧倩兮，雖然仍然愛著她，卻不敢相認，只能默默的關注，以至因倉皇躲避丟掉了麵攤。之後因緣際會下，見到了傳說中的業火魔刀，更險些被魔刀激起「天地萬物殺一空」的戾氣。
目前對盧雲最重要的，或許只剩下他對顧倩兮千纏萬繞的思念。
絕技：
- 無絕心法

盧雲自創的一門內功，威力頗強，不遜於武林中的一流高手。
- 正十七

为卢云所创，然意境心法于三达剑之「仁剑震音扬」不谋而合，取圆为无穷方的逼近之意，与仁剑不同之处为可徒手使用，此式一出，万刃不加于身。
- 無雙連拳

五虎將中「江東帆影」陸孤瞻自創的一門拳法，威力頗強，足以爭雄江湖。
- 劍芒

剑芒共分三色，第一等长约半尺，色成金黄，望之如同朝阳初曙，便给古人称作“曙芒”。第二等焰作青蓝，长可过一尺，号称“彗芒”。
倘能练到了最高等，便成皎洁无暇的纯白色，最炽烈时可达三尺，这便是世人共仰的“剑芒”。

### 秦仲海
他日若遂凌雲志，敢笑黃巢不丈夫
秦霸先之子，被方子敬撫養長大。第五卷與盧雲一起護送銀川公主和親。秦仲海從小便不知自己身世，直到第十卷中劉敬死前從劉敬口中得知自己身世，隨後被江充發現。景泰帝和江充對秦仲海懼之入骨，使秦仲海被判處死刑。秦仲海在牢中被盧雲、楊肅觀和伍定遠合力救出，但已經被穿琵琶骨喪失武功，另外被砍斷一條腿。獲救後，秦仲海攀登珠母朗瑪峰挑戰極限，不但武功悉數恢復，甚至還打通陰陽六經八脈，功力更勝往昔，屬於武學五大宗之心宗。秦仲海隨後召集其父的舊將，重建怒蒼，與朝廷作戰十年。與言二娘間原兩情相屬，但為讓小呂布回歸，狠心斬斷情絲，卻不知原來阿傻心裡也有個娟兒。以此生不必跪人為豪，卻終究成了妻離子散、親離愛逝的怒王。傳說中業火魔刀是屬於他的武器，他是否會拿起它，去使出那命中註定的一招---烈火焚城？
絕技：
- 火貪一刀

来历——「侵掠如火，舐血成贪，杀人何用第二刀？」创于九州劍王方子敬
火贪一刀共一十二式，书中记述不全，一一列于此：魔火燎原（第二重）、飞火十二式（第三重）、火云八方（第五重）、贪火奔腾（第七重）、龙火噬天（第八重）、火贪九连斩（第九重）、火贪虚风斩（第十重）、开天大火轮（第十一重）、烈火焚城（第十二重）

### 楊肅觀
我建超世志，必至無上道
楊遠之子，面目俊俏，玉樹臨風，心機深沉，貴氣逼人，潛龍的養子或親生子，少林神僧天絕傳人，英雄志中身世最神秘的人。心地像神佛一樣柔軟的人，卻承擔了太多人的期望，以至於肩負了整個天下。作為替罪羔羊，歷經猜疑磨難，已經心碎，終於當斷則斷，殺出重圍，建立「鎮國鐵衛」，一舉締造佛國。身負「天訣」，手握「神劍」，馭「六道輪迴」，一生費盡機心，以鐵血平天下，自比修羅王，由佛入魔。其才智天下無匹，其機心直逼潛龍，其胸懷野心，更是吞吐天下。但是也因此毀情滅欲，罪惡滔天。佛說，我不入地獄，誰入地獄。楊肅觀以一人入魔求天下太平，雖然滅絕人性，但仍不失為上上人物。
絕技：
- 苦陰針

一種極其精深的針灸法，尋常針灸僅能找到人身上三百六十五處穴道，這套「苦陰針」卻能尋得四百一十四處奇門穴位，進而激發人體不可思議的潛能。
- 落葉旋風腿

楊肅觀與胡媚兒交手使用。
- 瘋禪劍法

共一十九路，天絕自創的一門劍法，劍勢專走奇招，傳予楊肅觀。
- 罗恸罗障月阿修罗心法

以六道輪迴中的「修羅道」為名，罗恸罗手障日月遮蔽其光乃是佛经中最为骁勇的阿修罗神，心法取名罗恸罗阿修罗，足见威力之強大，少林四大金剛中的靈定曾練就，這門武功施展時會使人喪失本性，體型生變，出手力道大為增加，因修罗之道习之躁心。六百年来熬死十八修炼僧，波及无辜枉死者三百余。而被少林禁传寺僧。
- 阎浮提南瞻部洲人间香袖

以六道輪迴中的「人间道」為名，传闻这套人间香袖修炼时业障重重习练者须经化生得“定、戒、持、忘、断”五层真我方修正果。这套武功极难习练千年来阖寺僧人不少练至戒我、持我后便生大凶险，每往上多练一层便多心魔，进而狂自杀者有之。一百二十年來害六僧毁罗汉堂座一人，被少林高僧列為禁傳，由天絕僧傳授給少林方丈靈智。
- 底栗车卵胎湿化四绝手

以六道輪迴中的「畜生道」為名，含卵、胎、湿、化四兽形，楊肅觀判斷這四绝手定是阴损诡异的极恶武学，由天絕僧傳授給少林四大金剛的靈音。
- 泥犁耶十八泥犁地狱经

以六道輪迴中的「地獄道」為名，共分成十八層，乃是一門極為陰損的掌力，少林四大金剛的靈真練就此功後，曾在挑戰通天塔時將整座通天塔震成齎粉。
- 三障大威德饿鬼真昧火

以六道輪迴中的「餓鬼道」為名。
- 天訣

以六道輪迴中的「天道」為名，四大宗師之一的少林高僧天絕費一十八年苦功所創絕藝，乃是一套统驭之术，可以分化旁人的真力也可以纠结众力，使其秉承上億万众一心共抗强敌，憑一股正氣完全駕馭少林寺祕傳陣法六道輪迴，天絕僧曾授予徒兒楊肅觀。
天訣这部经书博大精深，记载达摩祖師一生武学要旨，故谓为“天诀”。天绝僧的拳掌剑三宝神通如意，尽出所藏，其中那套“菩提达摩三十三天剑”，更是这部武经里的要旨，菩提达摩三十三天剑的最后一式名為「涅盘往生」，能一瞬擊出三百四十三劍，威力極大，天絕曾告誡楊肅觀，此招不可輕易施展。
- 六道轮回

世间没有无敌的武功，却有无敌的阵法。号称“六道轮回”。
天诀正气引领、佐以阎浮提之妙奥、罗恸罗之威猛，兼加“恶三道”之种种不思议奇招，便成了这套集天竺、中土两大源流于一身的无敌阵式。
“六道”渊远流长，阵式险奇精严，杀人动辄于无形之间，是以除非遇上武功盖世、所作所为却又令人发指的狂徒，否则以少林正宗之尊，断无道理以众凌寡，以六敌一。也正因条件鲜罕，六道阵虽享大名，至今仍不曾结阵杀敌，真正与人一较长短。
百年前机缘巧合，曾有一次出手良机。当年少林武当相互争雄，张三丰技击之术冠绝天下，便有寺僧倡议六道合击，以求压制武当气焰。只是此议一出，便给寺中长老驳斥，毕竟门户之争非为正邪之斗，加上以六敌一大损正宗颜面，是以错过了第一回出手的时机，待得秦霸先崛起，机会已然到来，敌是强敌，人是邪魔，理应结阵诛敌。只是寺中长老念念不忘“正宗”美名，只愿以一敌一，不愿“六道”出手。待得几回大战下来，眼见寺僧伤亡惨重，无以为继，方丈才痛定思痛，毅然决然结阵除魔。可蓦然回首之时，却赫地惊觉元老耆宿死的死、伤的伤，竟然凑不齐六人出战。是以又错过第二回出手时机。
前后辗转百年，六道阵一再错过现世机缘，眼看又要再次烟没，可上苍垂怜，一人使动六柄刀劍的梦境赫然降临。少了种种无谓约束，真正出手的时机才算到来。

### 伍定远
神胎寶血符天籙，一代真龍海中生
出場時是西涼的小捕頭，年已三十五，為一樁八十三口的滅門血案追兇千里，從此捲入羊皮密謀之中，數次死裡逃生。故事中段深入神機洞，置之死地而後重生，習得無上神功「披羅紫氣」，就此成為“一代真龍”，卻也承繼了秦霸先的志業，被期許肩負復辟之最後責任。即便在朝廷權爭的緊要時刻，也始終謹記身為捕頭的職責，甚至不顧大局追究滅人滿門的凶徒。戀慕豔婷，育有一子一女，義子崇卿、女兒崇華。景泰末年九月十九日，率居庸關兵馬入京政變，是復辟的頭號功臣。至英雄志後段，伍定遠成為正統王朝最重要之支柱之一，賜爵威武侯，拜五軍大都督，是三朝以來的第三位大都督，率正統軍與秦仲海展開長達十年的內戰；但在餓鬼圍京之際，江山和信念之間，他該如何取捨？屬於武學五大宗之中的體宗，因妻子艷婷與楊肅觀之間撲朔迷離的愛恨，以及他充滿反叛精神的義子崇卿，使伍定遠的角色充滿戲劇張力。
絕技：
- 披羅紫氣

“神胎宝血符天录，一代真龙海中生”
秦霸先机缘巧合得于天山神机洞，这“披罗紫气”的大威力，远在想像之上，至于那练功法门，更是怪异难言，世间绝无第二套武艺足以相比。
练功总则上写着：“天将降大任于斯人，必先劳苦心志，毁其发肤，是已欲成神功真龙，必先五内俱焚，去心、坏肾、破胆，以孕神胎，无肝无脾，则随心所欲矣。”
这“披罗紫气”的练功法子怪异奇特，绝不同于世间任何武学，一般练功多由苦练修行而成，不是练内力，便是习拳脚，乃是由内生外，靠的是自己的能耐。但这“披罗紫气”却大大不同，练功者需以种种奇门毒药秘方浸泡，以之改变体质，靠的纯粹是外力，与练功者并无太大关连。
也是为了转化体质，那开辟山洞的前辈才设下“冥海”一关，让人泡烂肌肤，暴露内脏，好使“伏羲宝池”、“女娲天酒”的效力加大，如此一来，练功者方能“得仁心”、“治义肝”、“发信肾”、“取智脾”、“获勇胆”，以之锻造全身脏腑，最终達到“神胎宝血符天录，一代真龙海中生”的最高境界了。
只是这“披罗紫气”并非人人可练，若体质不当，机缘不巧，定会死于半途，非但练不成神功，反为药酒所害。正是为此，那总则上开宗明义地写着：“凡人一生，披金罗紫，皆命也。成此神功，全仗天命。习功者若非四柱同命、抑或三奇盖顶之人，必死无葬身之地。戒慎、戒慎。”能成此神功，一半靠的是天生的命数机缘，一半靠的是自己的胆识。
招式所述不多：虚空紫（起手式）、天罗紫（防守招式）、披金紫（凝毒为盾）、藤萝紫。

### 楊紹奇
寫出來的八股，便如書上拓下來的一樣
楊肅觀的弟弟，一般認為楊紹奇之父是潛龍。書中有許多暗示楊紹奇是善穆義勇人的首領“琦小姐”。楊紹奇小時候抓周抓的是個臉譜。此臉譜為姜維臉譜,暗示楊紹奇為"臥龍"(潛龍)弟子的身份。人稱"楊二"，天不怕地不怕，和楊神秀關係親密，唯獨害怕那群"淑"字輩的表姐妹，一遇淑琴、淑怡，如遇十八殿閻羅，健步如飛……

### 伍崇卿
地獄，就在這裡……
原為伍定遠在長州認養的孤兒，小時個性溫和害羞，正統復辟後加入鎮國鐵衛，個性漸轉，師承伍定遠的天山武學，年紀輕輕卻已是一代高手，號稱“龍影太子”，知曉許多真相後轉投善穆義勇人，期望透過奪取業火魔刀打倒大掌櫃及二當家，對天真的娟兒阿姨相當沒辦法。

### 杨神秀
名義上為楊肅觀的兒子，實際上是柳昂天的遺腹子，但是其實生父為怒王秦仲海，身世撲朔迷離，個性聰明，與叔父楊紹奇關係極好，雖年紀輕輕卻知曉許多人情世故，無法容忍有人羞辱母親顧倩兮。

## 女主角

### 顧倩兮
兩代朝議書林齋
兵部尚書顧嗣源之女，揚州第一美人，聰慧美貌又極具膽氣見識。與盧雲相愛，經歷眾多坎坷。其父去世前後，以一人之力對抗朝廷，創立「書林齋」來牽制天下輿論，更曾在被抄家後屈身賣豆漿以維繫家計，實為女中豪傑。後嫁於楊肅觀。在瓊芳被瓊武川毒打後收留她，十分疼愛楊神秀。英雄志最後一部裡感人肺腑的「章臺柳」，記述她與盧雲十年悽苦、終身誓約的愛情。

### 艷婷
你既然不要我了，又為何來招惹我？
九華門下，青衣秀士之徒，娟兒的師姐，豔冠群芳，為伍定遠心中至愛，但一縷芳心卻總是繫在楊肅觀身上，青衣秀士被正派逼上怒蒼後依師父錦囊投靠伍定遠，自此嫁他為妻，與伍定遠生有一女崇華。「鎮國鐵衛」二當家，正統朝時周旋於權貴之間並以之為樂，在伍定遠與楊肅觀甚至正統帝如同翩翩蝴蝶，被犧牲的卻是看透一切的伍崇卿……

### 銀川公主
完好如初的完成她最後的旅程
貌美的景泰皇帝長女，奉命西嫁和番，性格仁慈，高貴端麗，讓人不敢輕侮，西疆大戰中，展現出皇家天女的絕代風華，令無數亂臣賊子為之感動敬服。見識卓越，忍人所不能忍，是每個時代中必有的仁愛典範。在第三部中，天女歸來，她到底握有什麽天牌，又將如何化解正統王朝的危機？

### 七夫人（如玉）
原為京城宜花院花魁，與秦仲海有情，卻成了柳府的七夫人，楊神秀的生母。劇情不斷暗示神秀是她與秦仲海的兒子，柳府抄家後被楊肅觀庇護而住在紅螺寺中。

### 胡媚兒
又要做那個任人欺凌的好姑娘嗎？
江充手下的殺手，用毒的高人，外號「百花仙子」，殺人如麻，在初期出場時以極殘忍、毒辣的面貌出現，曾毒害艷婷的師叔張之越，她的高潮戲是辣手殘害郝震湘，將錦衣衛的教頭硬生生逼反，中期在江黨滅亡後，她隨世仇盧雲南下逃亡，展露了可愛而又可憐的一面，故事最終一部，她淪為艷婷手下的僕婦，等待最後的救贖……

### 娟兒
阿傻不傻，嘻嘻哈哈
九華門下，青衣秀士之徒，九華雙妹的師妹，樣貌可人，天真嬌憨，習武並不認真，雖然武功平平，輕功卻頗為高明，嬌俏的外表下個性極為剛硬，但不到最後關頭不會顯現。一直以大姐姐自居並負責照顧阿傻的日常生活，對阿傻日久生情，九華事變後與阿傻流落江湖淪為小偷，被秦仲海發現後，阿傻在青衣秀士施針下回復了小呂布韓毅的記憶，但同時遺失了對娟兒的記憶，悲憤的娟兒獨自回到九華山孤守九華產業，正統復辟後在師姐與姐夫的幫助下繼承九華掌門，但心裡始終惦念牽掛著阿傻……

### 伍崇华
艳婷与伍定远之女，嬌俏可人，與楊神秀為玩伴。

## 华山派

### 天隱道人
華山派創派祖師，「三達劍」的創始者，在初上華山時被當成妖魔鬼怪一樣看待，武功之高深不可測，能輕易打敗純陽功第六代傳人，當世無敵的絕代高人。

### 寧不凡
我打小就笨得厉害，一不会读书写字，二不会手艺雕刻，长大以后也不懂什么权谋霸术、仙佛鬼怪，我只会练剑，也只喜欢练剑。”他轻抚剑柄，道：“我就是剑，剑就是我。”
武林四大宗師之一，華山派第九代掌門。具有千載難逢的絕代天資，十二歲便破解一百四十年來無人可解的「鶴舞七星步」之秘密，后更開始修習「三達劍譜」，二十歲前練成「智」、「仁」雙劍，三十歲時更領悟了最後一式「勇劍斬天罡」，擅長武學五大宗之術算。除了一手劍法風華絕代以外，內力也是遠超常人，世稱「天下第一」、「長勝八百戰，武藝天下尊」。後來因為和瓊玉瑛的感情，與東廠總管劉敬從天山神機洞中救出武英帝，而後退隱江湖。退隱前以三達劍中的「智劍平八方」、「仁劍震音揚」輕取「崑崙劍神」卓凌昭，並自稱除了一代真龍秦霸先與六道陣主人天絕僧以外，無人能讓他使出最後一式「勇劍斬天罡」。其人見識非凡，獨具慧眼，而又為情所困，難以自在。是「鎮國鐵衛」大掌櫃楊肅觀最為忌憚的人物。
絕技：
- 三达剑

始创于华山派天隐道人，后为宁不凡所继承，所谓「智剑平八方」、「仁剑震音扬」、「勇剑斩天罡」。
华山「玉清观」属道家一脉，向以剑法闻名于世，开派祖师天隐道人创派数百年，留有精微奥妙的「三达剑」。
「三达剑」智仁勇，正所谓「智剑」屈敌，「仁剑」护身，「勇剑」斩杀。
这「三达剑」虽然威力奇大，但剑谱因故于百年前失传，仅能靠残存的招式拼凑剑法。
只是招式残缺也就罢了，最最要命的是少了脚下的一套步伐，这套步伐连贯所有剑招，称为「鹤舞七星步」，更是练成「三达剑」的重大关键，少了这套步伐，剑招便成无用。
历代掌门费尽心血，每隔三年便闭关苦思一次，但一百四十年下来，还是无人能解开谜团。
华山的最高奥秘，却是藏在那首毫不起眼的入门歌谣中：「华山剑道天机藏，前三后五转两旁，中有太极乾坤定，攻一攻三占左方……」

### 傅元影
只是看這柄劍藏了這麼多年……，也該是擦亮它的時候了。
華山九代門人之一，號：雨楓，絕技為「飛紅遁影十三劍」。年轻时与宁不凡、古梦翔、吕应裳，并称为「华山四少」，四人之中以他脾气最好，長得也最俊，其外表溫文儒雅，個性謙沖致和。曾習練三達劍，歷經十三年未果後，方才大徹大悟，下山擔任瓊武川門下紫雲軒的劍術師範，乃紫云軒文武八教頭之一（文有“訓晉難星”、武為“林楓見火”），看似庸庸碌碌，實則養晦藏鋒，於關鍵時刻顯露決心，展現出俠客本色。
絕技：
- 飛虹遁影剑法

載於三達劍譜第十三頁的劍法，是華山高手傅元影苦練多年的成名武功。
號稱料敌十三步，寻常高手迎戰時前十三招一定不能重复，否则傅元影忽起飞虹便能一剑得胜。

### 蘇穎超
劍！是天才的武道！
華山派第九代掌門「天下第一」寧不凡的唯一弟子，「紫雲軒」少閣主瓊芳的戀人。寧不凡封劍時將掌門之位傳之於他，華山派第十代掌門，已經習得「智劍平八方」。不過後來修習「仁劍震音揚」不成的他，才發現，「天下第一」這個招牌實在是太沉重了……

### 陳得福
誰亂扔武林祕笈？
掃把福，成不了高手得了福。書中暗示他是寧不凡和瓊玉瑛的兒子。曾有緣得見「三達劍譜」，而後更負起保護劍譜的重責大任。

### 古梦翔
昔年「華山四少」之一，有著百年一見的資質，無奈修練「三達劍」不成，一怒之下隱居北峰數十年。

### 吕应裳
昔年「華山四少」之一，外號「若林」，在四人中年紀最長，修習「三達劍」不成，下山後擔任瓊武川門下紫雲軒的劍術師範，乃紫云軒文武八教頭之一（文有“訓晉難星”、武為“林楓見火”），熟悉官場事務，為人老謀深算，絕技為「北峰劍法」、「過七橋」。
絕技：
- 北峰剑法

載於三達劍譜第二頁，是华山第九代弟子中入門最早的呂应裳成名武功。
- 過七橋

又稱過橋，載於三達劍譜第四頁中的功夫，透過算计敌招重心，讓身體能以空架空成了一座拱桥轉移敵人內力，呂应裳曾用來應付高天威的內勁。

### 谢嫣嫣
呂應裳之妻，善使一對判官筆，武功高強。

### 算盘怪
華山第八代門人，為老不尊，武功不俗，華山派長老之一，與肥秤怪自稱是「華山雙仙」，但武林中人皆稱他們為「華山雙怪」。

### 肥秤怪
華山第八代門人，為老不尊，武功不俗，華山派長老之一，與算盤怪自稱是「華山雙仙」，但武林中人皆稱他們為「華山雙怪」。

### 赵五
華山第八代門人，為人嚴厲，武功不俗，華山派長老之一。

### 吴安正
華山派第九代門人，幼時名為小安子，修習武功不成而離開華山，但卻在機緣巧合之下服食靈丹妙藥，一身相命功夫堪稱無敵，喜愛替人算命，在寧不凡退隱後曾與他同住一段時日。

### 吕得礼
華山派第十代門人，呂應裳長子，武功平平，喜歡欺負陳得福，一直想練「三達劍」，卻因資質不夠而無法翻閱劍譜。

### 吕得义
華山派第十代門人，呂應裳次子，武功平平，喜歡欺負陳得福，一直想練「三達劍」，卻因資質不夠而無法翻閱劍譜。

### 吕得廉
華山派第十代門人，呂應裳么子，武功平平，喜歡欺負陳得福，一直想練「三達劍」，卻因資質不夠而無法翻閱劍譜。

### 杜得籼
華山派第十代門人。

### 叶得开
華山派第十代門人。

### 冯得浩
華山派第十代門人。

### 施得兴
華山派第十代門人。

### 侯得彰
華山派第十代門人。

## 昆仑派

### 卓凌昭
崑崙劍出血汪洋 千里直驅黃河黃;恨怨悲苦憎怒嗔、仁愛慈孝恥義廉，是故恨人所以得仁，無愛者必不怨，不慈者必無悲，孝而有苦，憎後恥來，義自怒生，廉人心嗔。夾天地七大苦，破人情七大礙，遂舍善惡之心，得稱劍神。神剑如我，吾乃剑神
武林四大宗師之一，年過五十，崇尚暴力、霸道成凶的人物。崑崙山上的天才劍客，一人獨練得崑崙十三劍全部精華，又在墓中尋得古劍神遺譜，成就三尺無上劍芒，從此自號「劍神」。以「崑崙劍出血汪洋，千里直驅黃河黃」兩句話名震天下，連少林禁傳神功「阿修羅心法」也敗在他手下，卻在華山與寧不凡的對決中完敗。爾後潛心劍道，其後更在「歐陽山莊」中鍛造出「神劍擒龍」，但隨即被伍定遠偷走，為取回神劍而與伍定遠在大江邊一戰，原先被披羅紫氣的大威力打得幾乎沒有還手之力，用計取回神劍擒龍後以「劍華皈一」之招大敗伍定遠，卻又敗于江充來自廟堂的暴力而自盡。外貌謙和，其實性格殘酷冰冷，為人尤好面子，向以「無人能在卓某之前」自任，是力爭上游卻又不擇手段的代表人物。最后愿为柳昂天势力举报奸臣江充，结果受到江充的埋伏，昆仑派死伤惨重几乎灭门，卓凌昭也身负重伤被伍定远所救；报应循环，他日曾灭人满门，自己也深感所做的罪孽，跳下悬崖自尽，喊出下世依然做个剑士。與江充對話的「人生三寶」堪稱書中高潮之一。
絕技：
- 昆仑十三剑

原文中未记述全，现将出现的列于此——剑飞、剑蟒、剑浪（瑶池碎波、青海飞腾）、剑寒、剑蛊、剑豹、剑影。卓凌昭是崑崙開派以來唯一一個同時練成崑崙十三劍的高手。
- 劍芒

剑芒共分三色，第一等长约半尺，色成金黄，望之如同朝阳初曙，便给古人称作“曙芒”。第二等焰作青蓝，长可过一尺，号称“彗芒”。
倘能练到了最高等，便成皎洁无暇的纯白色，最炽烈时可达三尺，这便是世人共仰的“剑芒”。有招式「霞光千道」、「劍華皈一」

### 金凌霜
永遠的二把手
昆仑十三剑之“剑寒”，卓凌昭的二师弟，是昆仑派除卓凌昭以外的第二号人物。
金凌霜在第六卷中，当遇到神机洞的种种灾难时，多次出手保护门下弟子，当徒弟天儿遇难时表现非常悲痛。在第十卷中，因为家人被江充要挟，不得不出手伤害掌门师兄卓凌昭，但被卓凌昭原谅。十四卷以后成为杨肃观的特务组织“镇国铁卫”的四當家，期間武功大進，能運使半尺劍芒。
絕技：
- 剑寒

崑崙十三劍之一，運使時劍氣至陰至寒，且具有猛烈毒性，金凌霜的成名絕技。
- 劍芒

剑芒共分三色，第一等长约半尺，色成金黄，望之如同朝阳初曙，便给古人称作“曙芒”。第十四卷後金凌霜達此境界。

### 屠凌心
家犬！豈足與虎豹匹敵！
崑崙十三劍之「劍蠱」，兇猛無匹，對卓凌昭忠心耿耿，正統朝時成為「鎮國鐵衛」中六丁六甲之首。
絕技：
- 剑蠱

崑崙十三劍之一，其厲害處在於陰毒的內勁，將劍氣集中一點刺出，穿心而過。

### 錢凌異
崑崙十三劍之「劍影」，手持名劍「無形劍影」，好女色，為人卑鄙無恥，後被江充收買背叛卓凌昭，但卓凌昭隨後以「神劍擒龍」將其斬殺。

### 莫凌山
崑崙十三劍之「劍豹」，崑崙十三劍中少有的俠義之士，看不慣崑崙門人的暴虐無道，而後護卓凌昭而死於江充之手。

### 许凌飞
崑崙十三劍之「劍飛」，曾用「劍飛」欲殺伍定遠不成。

### 刘凌川
崑崙十三劍之「劍浪」，崑崙派少有的俠義之士。

## 九华山

### 张之越
九华山门下高手，青衣秀士的師弟，外號「快劍」，性格剛強，後被胡媚儿毒针所殺害。

### 翠杉
豔婷之徒。

### 海棠
豔婷之徒。

### 明梅
豔婷之徒。

## 峨眉派

### 严嵩
峨眉派掌門，武功高強，峨眉柔勁十分厲害，擅長通天塔的遊戲。

### 白雲天
「峨嵋派」老祖，人称「无剑之剑」，峨眉第一高手，岁数八九十，女儿嫁给了「徽王」，是一位世子的外公。
练成「峨嵋剑法」的最高境界「無劍之劍」，武功之高，比之当年的武林四大宗师，只在伯仲之间。
为外孙能登大宝而出山。
絕技：
- 無劍之劍

「峨嵋剑法」的最高境界，峨眉自古以来的至高梦境，无剑就是不用佩剑。父老相传，这峨眉山虽以「白眉剑」闻名，实则山上锋锐的兵刃不是真物，而是以「太虚气」驭使的「无剑」。

## 崆峒派

### 邢玄宝
崆峒派掌門，年紀頗大，在武林中甚有威望，性格有些牆頭草，有許多弟子投身軍旅。

### 崆峒三棍杰
紫雲軒武術師範，性格懦弱。

## 点苍派

### 海川子
點蒼掌門，性格庸祿懦弱，點蒼七雄之首。

### 赤川子
點蒼高手，擅長「點蒼玉袖功」，身懷點蒼派七大神兵之一的「赤龍」，點蒼七雄之一。

### 玉川子
點蒼高手，性格穩重，點蒼七雄之一。

### 黑川子
點蒼高手，書中著墨甚少，點蒼七雄之一。

### 天川子
點蒼高手，書中著墨甚少，點蒼七雄之一。

## 江派

### 江充
最後一顆巨星，也要殞落了
年約五十，十八省總按察，官拜太子太師，陰謀詭詐，多疑善變，景泰王朝的締造者，開國以來第一大權臣，與東廠總管劉敬、征北都督柳昂天鼎足而立，為一宗多年塵封的舊案屢出天山，威勢所逼，終令朝廷要員棄官亡命，也讓許多江湖人物走投無路。不擇手段卻能利益眾生，是每個時代中都有的典型當權派。不算是好人，但也不是壞人。真正的天下無敵。

### 安道京
好漢饒命！我上有高堂、下有妻小
錦衣衛統領，昔年為一殺手，外號九轉刀，曾逼害過郝震湘，為人陰險無恥，為了活命無所不為，但對江充極為忠心。

### 单国易
錦衣衛之一。

### 云三郎
錦衣衛之一。

### 九幽道人
江充手下高手，為人十分笨拙。

## 刘派

### 劉敬
好人不長命，蠢人兢投胎。又好又蠢的，更要天生給人當箭靶，唉……這幫書生只知氣節義理，卻沒半點手段，沒給五馬分屍，凌遲處死，已算是好運了……
景泰朝的東廠總管、秉筆太監，與江充、柳昂天鼎足而三的權臣，卻忠誠于武英帝，藉助寧不凡的力量，將武英帝從神機洞中帶出。武藝高強，手段過人，知道秦仲海的身世，意圖復辟，卻在潛龍和江充的聯手算計中一敗塗地，最終被楊肅觀劍上所喂劇毒所殺。

### 薛奴儿
東廠副總管，外號「花妖」，一手「天外金輪」霸道異常，一心效忠武英皇帝，後遭江充算計，拚死欲殺掉景泰帝時被當場格殺。

### 胡忠
東廠太監，其義子是江充的間諜。

## 柳门

### 柳昂天
這菱角是黑的，裡頭卻是白的
一代猛將，武英朝和秦霸先交好，並稱「北昂天，西霸先」，賜爵善穆侯，官拜征北大都督。並未參與武英帝御駕親征，在武英帝兵敗后保衛京城，與也先可汗血戰。曾在秦府滅門前為秦霸先叫屈。不知道武英帝尚在人間，在景泰王朝有擁立之功，是秦霸先之後的第二代大都督，手握十萬雄軍。景泰十四年，受太后召見，參與對秦霸先的招安陰謀。和江充、劉敬鼎足而三的一代權臣，對下屬親愛，是「觀海雲遠」共同效忠的對象。倚仗楊肅觀，又提防楊肅觀，在怒蒼重建之時以他為「替罪羔羊」；與秦仲海情同父子，但是否知道身世並不清楚；容不下盧雲的恃才傲物，秦仲海再三保舉後便予以重用；庇護了送來羊皮的伍定遠，最後重用伍定遠為居庸關總兵。臨時猶疑，卻又心機深沉，一直疑心楊遠（潛龍）。
劉敬倒臺后，在楊神秀的滿月宴上被搜出「正統之寶」（一般認為是楊肅觀指使豔婷栽贓），而被景泰下令滿門下獄，柳昂天抗旨，力戰而死。最終，打著為柳昂天復仇的旗號，伍定遠率居庸關的柳門兵馬成功復辟。

### 韋子壯
武當門下，元沖（秦霸先）的師弟，柳昂天的忠心侍衛，柳府抄家後毀容，故事後期成為善穆義勇人的中堅，卻又疑為楊肅觀在義勇人中的內應。
絕技：
- 武宮內勁
- 游身八卦掌
- 武當夜行刀

### 左从义
柳門武人，效忠柳昂天，後在柳昂天抗旨時一同戰死。

### 石凭
柳門武人，生性膽小，在景泰帝旨殺柳昂天時逃跑。

## 琼家及紫云轩

### 瓊武川
最後的贏家
開國功臣英國公瓊鷹之後，武英朝的國丈，生於永樂年間，歷經五朝四帝，紫雲軒的創始人。為了富貴權勢，使女兒瓊玉瑛嫁入皇家；疑因瓊玉瑛生子的事情，兒子瓊翊為此犧牲。可能一開始不知道神機洞的事情，並未參與劉敬政變，卻自稱因在楊肅觀身上看見「王氣」，而參與正統復辟，而後更成為「鎮國鐵衛」的三當家，成為正統朝復辟功臣。府中藏有三寶，第一是太祖皇帝御賜的丹書鐵券、第二是上打昏君下打奸臣的二十四節龍頭鋼鞭、第三是江充貼身的雙管火槍。如今「天下第一大笑話」已被揭開，瓊武川又將如何維繫家族的榮華？

### 瓊芳
出場極早，一登場就將華山雙怪玩弄在掌心，充分表現她的靈巧，但在正統復辟後戲份才逐漸吃重。紫雲軒少閣主，在京城有極大的影響力，與蘇穎超是青梅竹馬，論及婚嫁，但為了心上人而外出尋訪寧不凡的下落，沒想到卻陰錯陽差的救出了大水怪，是讓聖光重新現世的最大功臣，一路與盧雲回到京城的旅途上漸漸喜歡上了盧雲，她與盧雲跟蘇穎超的感情最後會如何結果？
而後發現瓊武川「鎮國鐵衛」三當家的身份，心灰意冷兼被瓊武川毒打之下離家出走，目前暫居在楊府。

### 瓊玉瑛
武英朝貴妃，正统朝皇后，琼芳的姑姑，瓊武川的女兒。书中多次暗示陈德福就是瓊玉瑛与寧不凡之子，在這段感情中利用了「天下第一」，但創造了「天下第一大笑話」的她也正在引火自焚。

### 琼翊
瓊武川長子，後因「天下第一大笑話」的事情而犧牲。

### 许南星
瓊府管家，性格穩重，文武八家臣之一。

## 顾家

### 顧嗣源
天地大無恥，我對之以二字，曰：正道
顧倩兮之父。最早認識到盧雲才華的人，對他始終關愛有加，盧雲以「顧伯伯」稱之。後返京任兵部尚書，「觀海雲遠」四字，亦出自他之口。受到盧雲「正道」的影響，在正統朝因「遺宮案」與皇帝嚴重對立，終撞死獄中。

### 二姨娘
對盧雲始終不待見，認為他是天下第一大煞星，在顧家被抄以後與顧倩兮一同擔負維繫家計的重任。

### 顾夫人
顧嗣源的元配，個性懦弱，顧嗣源死後傷心過度而死。

### 小红
顧倩兮的貼身侍女，對她始終忠心耿耿。

### 阿福
顧府家人，盧雲淪為奴僕之時與之交好。

### 裴邺
江南著名的文人，與顧嗣源是多年好友，顧府衰敗後不知去向。

### 裴盛青
裴鄴之子，二姨娘的表侄，對顧倩兮頗有意思。

## 秦家

### 颜惟藩
秦府被抄後僅存的家人，告訴秦仲海他的真實身世。

### 秦文长
秦霸先長子，在秦家被抄時死於亂軍之中。

### 李管家
秦府管家，在秦府被抄時死於亂軍之中。

## 怒苍山

### 秦霸先
英雄之父
“东辞白帝三万里，西出梁山第一人”
英雄志中貫穿全部劇情之重要靈魂角色，雖然從未出場但是他的一言一行每每牽動著天下大事，「英雄之父」。
他是英雄的典范，武当派出身，早年習練「純陽功」有成。文武双全，年轻时又名秦策，道号元冲，此人文武全才，当世英豪。二十四岁因一女子反出武当，自赴西北，後在機緣之下练成天山神機洞中的絕世武学「披羅紫氣」，此後自稱「天下無敵」、「一代真龍」。二十六岁中状元，改名霸先。 　　
因身為狀元卻又武藝淵深（“只手便举起殿前石狮子，纵跃飞奔如常”），初時在朝中無親無故。后受到武英帝賞識，与柳昂天平定也先有功，爵賜武德侯，官拜征西大都督，与柳昂天并称「西霸先、北昂天」。武英十五年，武英帝御驾亲征失敗，他將武英帝藏入神機洞中，反遭奸人陷害，一家老小几灭满门，被迫率三万将士造反，创立怒苍山，立忠义堂，聚天下群豪，與景泰朝廷大戰十四年，后接受招安，慘死神鬼亭。传下“戊辰岁终，龙皇动世，天机犹真，神鬼自在”四句偈語，与一张羊皮一起被称为关系天下气运。
絕技：
- 純陽功

　武当派最为精深的内功心法，也是道家隐仙宗第一内功，此功并非张三丰手创，而是道家北祖纯阳子吕洞宾所传经历代易主而後归於武当。
全篇分作筑基、胎息、泥丸等十二关练法艰涩异常章，自武当祖师张三丰後，唯有秦霸先一人练成，後来郁丹枫机缘巧合下获得秦霸先出家时的手记，同样练成此功。
「三大内功」之一，丹田内息的取之不竭、用之不尽。
- 披羅紫氣

```
源自天山「神机洞」，这「披罗紫气」的大威力，远在想像之上，至于那练功法门，更是怪异难言，世间绝无第二套武艺足以相比。
这「披罗紫气」的练功法子怪异奇特，绝不同于世间任何武学，一般练功多由苦练修行而成，不是练内力，便是习拳脚，乃是由内生外，靠的是自己的能耐。
```

但这「披罗紫气」却大大不同，练功者需以种种奇门毒药秘方浸泡，以之改变体质，靠的纯粹是外力，与练功者并无太大关连。
也是为了转化体质，那开辟山洞的前辈才设下「冥海」一关，让人泡烂肌肤，暴露内脏，好使「伏羲宝池」、「女娲天酒」的效力加大，如此一来，练功者方能「得仁心」、「治义肝」、「发信肾」、「取智脾」、「获勇胆」，以之锻造全身脏腑，终得「神胎宝血符天录，一代真龙海中生」的最高境界了。
只是这「披罗紫气」并非人人可练，若体质不当，机缘不巧，定会死于半途，非但练不成神功，反为药酒所害。
```
练功总则上写着：「天将降大任于斯人，必先劳苦心志，毁其发肤，是己欲成神功真龙，必先五内俱焚，去心、坏肾、破胆，以孕神胎，无肝无脾，则随心所欲矣。」
总则上开宗明义地写着：「凡人一生，披金罗紫，皆命也。成此神功，全仗天命。习功者若非四柱同命、抑或三奇盖顶之人，必死无葬身之地。戒慎、戒慎。」能成此神功，一半靠的是天生的命数机缘，一半靠的是自己的胆识。
```

「拳之道义在于神，剑之精华见于意，这『披罗紫气』非拳非剑，却又若拳若剑，剑中藏拳，拳含剑气，是以化天地大法，以为己用……」
招式：「虚空紫」（起手式）、「天罗紫」（防守招式）、「披金紫」（凝毒为盾）、「藤萝紫」

### 唐士谦
你枉稱天才，卻沒一件由得自己
武英朝進士，聰明絕頂，號為「御賜鳳羽」，因替秦霸先辯護而被刺面發配，投入怒蒼成為右軍師，與朱陽並稱「潛龍鳳羽」。景泰十四年，反對招安，山寨覆滅后在九華山出家，練成武功并接下掌門之位，人稱「青衣秀士」，輕功天下第一，醫術也是天下無雙。秦仲海重建怒蒼之際，他身份被揭露，九華山因此覆滅。經通天塔之戰，他重回怒蒼，但也成功使豔婷逃離險境，以圖日後再復九華。是兩代怒蒼山不可或缺的重要人物。

### 朱陽
變成龍以後，你就可以進去了
隆慶帝在宮外所生的第三子，英雄志中和楊肅觀是最神秘的人物。武英元年全家被太后滅門，終生圖謀奪得皇位，乃至威逼龍庭。自名朱陽，道號「潛龍」，似乎曾被武英帝派秦霸先找回，冊立為儲君靖江王（第二十二卷「小泥鰍」），故自稱「靖江王陽」。不知因何，成為怒蒼山的左軍師，位居第二把交椅，算無遺策，名震天下，亦是天下第一的刺客。護身技為「苦陰針」。
景泰十四年，與朝廷达成秘密协议出賣怒蒼，直接导致秦霸先战死神鬼亭。之后潛龍囚於少林，以傳國玉璽換得自由身，假冒楊遠科舉中榜，一直做到五輔大學士。但楊肅觀幼時見到了囚於井中的真楊遠，对「楊遠」的身份一直有所怀疑。指使楊肅觀進入柳門，以此與江充交換情報，潛伏朝中十幾年。潛龍知道神機洞的秘密，散佈了羊皮的秘密，最終引爆了政治巨变，但他的圖謀卻被楊肅觀破坏。景泰王朝覆滅后去向不明，一般认为被囚禁在楊家廢院井下的“黄袍鬼”就是潛龍。可能是導致「十年大旱」的人，目前雖然喪失自由，但局面似乎仍然在潛龍的算計之中。
絕技：
- 苦陰針

一種極其精深的針灸法，尋常針灸僅能找到人身上三百六十五處穴道，這套「苦陰針」卻能尋得四百一十四處奇門穴位，進而激發人體不可思議的潛能。

### 李铁杉
怒蒼山五虎上將之一，使一極大鐵劍，人稱「鐵劍震天南」。隱居鐵劍山莊時受止觀之托對伍定遠施以援手，重建怒蒼時與止觀和尚第一個回到山寨。後來「雙英三雄四招撫」中的三雄（三大先鋒）之一。
絕技：
- 鐵劍九式

五虎將中「鐵劍震天南」李鐵衫所創的劍法，招式大開大闔，因威力奇大，出手前須有灌氣時光。其中「毒龍潭」、「虎橫江」、「定軍山」，合稱絕命三式。

### 石剛
怒蒼山五虎上將之一，善使十二尺刀索，武器是能引雷下擊的子母陰陽刃，武藝高強，實戰經驗豐富。稱號「氣沖塞北」，出道以來便追隨秦霸先，對他忠心耿耿。景泰元年，以手下三萬子弟兵隨秦霸先入關造反，是為開立怒蒼的基礎。景泰十四年怒蒼覆滅后，石剛遠走西疆隱姓埋名，成帖木兒汗國「煞金」。梁知義之子將羊皮交付給他后，他進入西涼將羊皮托鏢于燕陵鏢局，引發英雄志的第一章「西涼風暴」。在四王子反叛時，認出秦仲海背上的刺花，重建怒蒼之際他率三萬番軍入關，成為復寨的中流砥柱。少林之役中拼死命對決少林方丈靈智，盡顯鐵血忠心。后來與陸孤瞻並稱「雙英三雄四招撫」中的「雙英」。
絕技：
- 刀拳

五虎將中「氣沖塞北」石剛以十二尺刀索施展的絕技，左路刀索右路鐵拳，曾先聲奪人讓少林方丈靈智險些吃虧。
- 伏兵殺

五虎將中「氣沖塞北」石剛以子母陰陽刀施展的絕活，以獨門心法刀法自成一格一手長刀快如閃電橫劈直切如痴如狂另一手短刀卻迂迴緩慢，乃是一種剛柔並濟的武功。
- 天雷落

五虎將中「氣沖塞北」石剛以子母陰陽刀兩柄刀一為陰一為陽的特性，在雷雨天利用陰陽相交引雷下擊故。

### 韓毅
怒蒼山五虎上將之一，人稱「西涼小呂布」，原為應州都指揮使，后隨秦霸先造反。娶言二娘為妻，後來力主接受招安，在神鬼亭之戰中腦門中掌，失去記憶，變成「阿傻」。之後道上偶遇青衣秀士，蘇醒之後見家毀人亡幾欲尋死，被青衣秀士扎針使之保持「阿傻」的狀態。在九華山是娟兒的玩伴，與娟兒日久生情。怒蒼復寨之後，秦仲海決意使他醒來，但醒來的韓毅忘卻了阿傻的記憶，心裡卻依然有娟兒的影子，也意識到言二娘與秦仲海有情，他的人生被兩次大戰生生切斷。是後來「雙英三雄四招撫」中的「三雄」之一，于「三大先鋒」排名第一。襄陽之戰中被伍定遠俘虜，抓入刑部大牢。
絕技：
- 溫侯戟舞

五虎將中「西涼小呂布」韓毅所擅長的戟法，本已失傳多年，招式飞舞如盘，缠头近绕。

### 陆孤瞻
便是一條狗，陸某也見不得它受人欺凌踐踏
怒蒼山五虎上將之一，稱號「江東帆影」。景泰十四年，秦霸先戰死神鬼亭時，他是最後隨從在側的人。秦霸先的遺體慘遭剝皮抽筋后，是陸孤瞻將他殘留的屍體偷出，葬在西疆的一顆參天大樹之下。之後在江東太湖創立雙龍寨，座下有「火眼狻猊」解滔和「九命瘋子」常雪恨。文武雙全，「飲食欠泉，白水豈能度日」一聯即為他所出，後被盧雲對出下聯，陸孤瞻本因劫獄將其連累而抱愧，又喜愛其才華，便親至揚州點撥他武藝，傳授「無雙連拳」。「戊辰歲終」之際回到神鬼亭，想看何為「龍皇動世」，救下了郝震湘。知悉秦仲海欲復興怒蒼，即舉寨至天將府奪回石剛的子母陰陽刃，并回山和石剛解救了山寨危難。少林之役，與靈智方丈在言語上折衝爭鋒，盡顯儒將風範。復辟前夕，景泰大軍圍山，他仍力主反對交出嬰兒與玉璽。
後來「雙英三雄四招撫」中與石剛並稱「雙英」，十年大戰中連朝廷上下也尊稱他是「春秋君子將」（私下譏稱「裹腳娘子軍」）。餓鬼進入霸州之前，為了霸州百姓匹馬勸降，闡釋了英雄與輪回的故事。之後以三千江東子弟兵為嚮導，引餓鬼突破勤王軍的阻擋，兵臨北京城下，和談中堅持要求正統皇帝出城與飢民相見。
絕技：
- 無雙連拳

五虎將中「江東帆影」陸孤瞻自創的一門拳法，威力頗強，足以爭雄江湖，曾傳授給盧雲。

### 方子敬
俠者之尊，以武犯禁，任你千萬人沉醉，天地唯我獨醒
武林四大宗師之一，怒蒼山五虎上將之首，天地間獨來獨往的大俠，不懼權勢，不喜名利。幼時曾投少林武當諸多門派，每因過於頑劣而被逐出，終以孤人單劍自創絕學，年少無敵，除未與天山傳人比試之外，只有少林神僧天絕能接他一招，人稱「九州劍王」。與秦霸先為好友，於秦府滅門之時救出時為嬰兒的秦仲海。后相助怒蒼抵擋朝廷，被尊為怒蒼山五虎上將之首，又因秦霸先接受招安憤而離山。後與宁不凡比劍大敗，棄劍從刀，獨創「火貪一刀」心法，是武學五大宗之心宗的首創者，收徒秦仲海。助徒兒重建怒蒼，卻又為保柳家遺孤的性命離開秦仲海。為人自在逍遙，既孤且傲，令人神往。
絕技：
- 火貪一刀

來歷——「侵掠如火，舐血成貪，殺人何用第二刀？」創於九州劍王方子敬
火貪一刀共一十二式，書中記述不全，一一列於此：魔火燎原（第二重）、飛火十二式（第三重）、火雲八方（第五重）、貪火奔騰（第七重）、龍火噬天（第八重）、火貪九連斬（第九重）、火貪虛風斬（第十重）、開天大火輪（第十一重）、烈火焚城（第十二重）
- 慈悲刀

方子敬有感「火貪一刀」殺氣太重，特意創出這一套刀法，用以擒拿敵人所用。
- 羅睺劍

方子敬的自創絕技，原想以此擊敗「一代真龍」秦霸先，卻在秦霸先的披羅紫氣下慘敗。

### 郝震湘
湖南郝家掌門人，外號“蛇鹤双行”，武功之高不在韓毅之下，使一口鋼刀，精通家傳「五行拳」，其中「鎖龍」神拳號稱天下最剛猛的拳法，曾憑此擊敗使出「修羅神功」的靈定。是後來「雙英三雄四招撫」中的「三雄」（三大先鋒）之一。
絕技：
- 鎖龍

「五行拳」的最高境界，郝家自古以来的至高武學，百年來無人練成，當世唯有郝震湘一人練成。威力之強與「龍神聚光掌」、「大黑天拳」齊名，在三大拳法中力道算得最為剛猛，其訣竅為出拳時一指突出，將全部力道集中於一點上，故而威力之猛天下無雙。郝震湘曾憑此技打敗修羅神功傍身的靈定。
- 五行拳

郝家獨門武學，威力極強，招式變幻莫測，郝震湘等閒並不使用。
- 蛇鶴雙行拳

郝家獨門武學，郝震湘的成名絕技，威力頗強，招式變化多端。

### 言二娘
便是一匹馬，它也有個性兒，何況是我？
红粉麒麟，秦仲海的愛人，小呂布韓毅的髮妻，怒蒼山滅亡後，四處尋訪丈夫韓毅的下落，將近二十年的流浪，卻在旅程中遇上了秦仲海，兩人萌生愛情，相互扶持，最後卻因秦仲海重建怒蒼而結束。在英雄志最後一部裡，她騎著萬馬中神馬見愁，闖過了百萬勤王大軍，直奔北京而來……

### 常飞
外號「疯刀」，後死於神鬼亭大戰之中。

### 常雪恨
外號「九命疯子」，昔年「瘋刀」常飞之子，雙龍寨中人，武藝不俗。

### 解滔
外號「火眼狻猊」，箭法天下無雙，雙龍寨高手。

### 江翼
江充胞弟，兵法嫻熟，乃當世名將，後因主上無道兼之被秦仲海等人擒獲而投入怒蒼山，是後來「雙英三雄四招撫」中的「四招撫」之一

### 项天寿
天权堂主，內功深厚，一手飛石暗器名震江湖，十八年前留守怒蒼山的高手，曾以一人之力欲與天絕僧相抗，不敵後在靈音求情下以自身為質，困在古廟中以保住怒蒼眾兄弟性命，多年後被秦仲海用計逼出古廟，此後出山輔佐秦仲海建立霸業。

### 童新
天禄堂主，於十八年前戰死。

### 孟无痕
水军教头，於十八年前戰死。

### 言振武
赤血麒麟，言二娘之兄長，於十八年前戰死。

### 止观
密十一头领，原姓“沐”，怒蒼山情報網的統領，武藝不俗，曾救過伍定遠、接待過方子敬，後輔佐秦仲海建立霸業。

### 欧阳勇
铁牛儿，欧阳南之子，怒蒼山鑄造兵器的頭領。

### 哈不二
小兔儿，與言二娘等人一同認識秦仲海。

### 陶清
金毛龟，與言二娘等人一同認識秦仲海。

### 腾腾古力罕
石剛於汗國所收的義子。

### 腾腾阿莫罕
石剛於汗國所收的義子。

### 腾腾明儿罕
石剛於汗國所收的義子。

### 腾腾阿青罕
石剛於汗國所收的義子。

### 腾腾宁宁罕
石剛於汗國所收的義女。

## 少林寺

### 天絕
神佛捨棄我等，我卻不捨眾生
武林四大宗師之一，天訣創始人，號稱「拳掌劍」三絕，江湖傳聞「達摩院中三寶聖，羅漢堂前四金剛」，其中三寶聖就單指天絕僧一人，楊肅觀是他唯一的徒弟。
身懷少林五大禁傳神功，能完全駕馭少林寺祕傳陣法「六道輪迴」。四大宗師中成名最早，以內功而言，堪稱「當世第一人」。
怒蒼再起之際，手握天牌的他將禁傳神功一一傳下，期望一舉創造二聖治國、洗刷秦霸先汙名並收服怒蒼山的局面。
可惜天絕僧沒算到秦仲海是絕不聽人操弄的個性，也沒算到潛龍和柳昂天爾虞我詐的心機，最終遭到已知必敗無疑的神劍新主刺殺，死前見到了一代儒俠盧雲並告知其「金水橋畔龍吐珠，少林佛國大旱年」的預言。
絕技：
- 落葉旋風腿

楊肅觀與胡媚兒交手使用。
- 瘋禪劍法

共一十九路，天絕自創的一門劍法，劍勢專走奇招，傳予楊肅觀。
- 安禅制龙掌

少林派中最為剛猛強勁的掌功，招式平淡无奇只是正正一掌推出并无拳脚招式搭配看似简陋，其实个中大有学问。掌力出分短、冲、长三重劲，寸劲破体、冲劲制压、长劲灭敌，似三重大浪般接連出擊。
- 罗恸罗障月阿修罗心法

以六道輪迴中的「修羅道」為名，罗恸罗手障日月遮蔽其光乃是佛经中最为骁勇的阿修罗神，心法取名罗恸罗阿修罗，足见威力之強大，少林四大金剛中的靈定曾練就，這門武功施展時會使人喪失本性，體型生變，出手力道大為增加，因修罗之道习之躁心。六百年来熬死十八修炼僧，波及无辜枉死者三百余而被少林禁传寺僧。
- 阎浮提南瞻部洲人间香袖

以六道輪迴中的「人间道」為名，传闻这套人间香袖修炼时业障重重习练者须经化生得“定、戒、持、忘、断”五层真我方修正果。这套武功极难习练千年来阖寺僧人不少练至戒我、持我后便生大凶险，每往上多练一层便多心魔，进而狂自杀者有之。一百二十年來害六僧毁罗汉堂座一人，被少林高僧列為禁傳，由天絕僧傳授給少林方丈靈智。
- 底栗车卵胎湿化四绝手

以六道輪迴中的「畜生道」為名，含卵、胎、湿、化四兽形，楊肅觀判斷這四绝手定是阴损诡异的极恶武学，由天絕僧傳授給少林四大金剛的靈音。
- 泥犁耶十八泥犁地狱经

以六道輪迴中的「地獄道」為名，共分成十八層，乃是一門極為陰損的掌力，少林四大金剛的靈真練就此功後，曾在挑戰通天塔時將整座通天塔震成齎粉。
- 三障大威德饿鬼真昧火

以六道輪迴中的「餓鬼道」為名。
- 天訣

以六道輪迴中的「天道」為名，四大宗師之一的少林高僧天絕費一十八年苦功所創絕藝，乃是一套统驭之术，可以分化旁人的真力也可以纠结众力，使其秉承上億万众一心共抗强敌，憑一股正氣完全駕馭少林寺祕傳陣法六道輪迴，天絕僧曾授予徒兒楊肅觀。
天訣这部经书博大精深，记载达摩祖師一生武学要旨，故谓为“天诀”。天绝僧的拳掌剑三宝神通如意，尽出所藏，其中那套“菩提达摩三十三天剑”，更是这部武经里的要旨，菩提达摩三十三天剑的最后一式名為「涅盘往生」，能一瞬擊出三百四十三劍，威力極大，天絕曾告誡楊肅觀，此招不可輕易施展。
- 达摩心经

少林嫡传的绝世武学，修行者若练到上乘不止内力浑厚扎实尚能兼得佛门中“天耳通”、“天眼通”的秘法，堪称是少林镇寺之宝，足与「易筋經」、「洗随经」匹敌。
- 六道轮回

世间没有无敌的武功，却有无敌的阵法。号称“六道轮回”。
天诀正气引领、佐以阎浮提之妙奥、罗恸罗之威猛，兼加“恶三道”之种种不思议奇招，便成了这套集天竺、中土两大源流于一身的无敌阵式。
“六道”渊远流长，阵式险奇精严，杀人动辄于无形之间，是以除非遇上武功盖世、所作所为却又令人发指的狂徒，否则以少林正宗之尊，断无道理以众凌寡，以六敌一。也正因条件鲜罕，六道阵虽享大名，至今仍不曾结阵杀敌，真正与人一较长短。
百年前机缘巧合，曾有一次出手良机。当年少林武当相互争雄，张三丰技击之术冠绝天下，便有寺僧倡议六道合击，以求压制武当气焰。只是此议一出，便给寺中长老驳斥，毕竟门户之争非为正邪之斗，加上以六敌一大损正宗颜面，是以错过了第一回出手的时机，待得秦霸先崛起，机会已然到来，敌是强敌，人是邪魔，理应结阵诛敌。只是寺中长老念念不忘“正宗”美名，只愿以一敌一，不愿“六道”出手。待得几回大战下来，眼见寺僧伤亡惨重，无以为继，方丈才痛定思痛，毅然决然结阵除魔。可蓦然回首之时，却赫地惊觉元老耆宿死的死、伤的伤，竟然凑不齐六人出战。是以又错过第二回出手时机。
前后辗转百年，六道阵一再错过现世机缘，眼看又要再次烟没，可上苍垂怜，一人使动六柄刀劍的梦境赫然降临。少了种种无谓约束，真正出手的时机才算到来。

### 灵智
四大金剛之首，少林寺方丈，武功之高直追天絕，修練「閻浮提人間香袖」大成，曾憑此擊敗「氣沖塞北」石剛。為人大智大慧，曾看出伍定遠的不凡命格、盧雲的聖光之質、楊肅觀的野心和天絕的死因，因與楊肅觀的佛國理念不合，在第二部結尾時被受到楊肅觀洗腦的靈真以「泥犁耶」掌力暗算受傷，就此逃離少林寺，化名「林先生」後加入善穆義勇人暗中牽制修羅王，一心期盼盧雲能親手斬斷修羅王的浩劫。
絕技：
- 阎浮提南瞻部洲人间香袖

以六道輪迴中的「人间道」為名，传闻这套人间香袖修炼时业障重重习练者须经化生得“定、戒、持、忘、断”五层真我方修正果。这套武功极难习练千年来阖寺僧人不少练至戒我、持我后便生大凶险，每往上多练一层便多心魔，进而狂自杀者有之。一百二十年來害六僧毁罗汉堂座一人，被少林高僧列為禁傳，由天絕僧傳授給靈智。

### 灵定
四大金剛之一，原為羅漢堂首座，後接任少林寺方丈一職。為人慈悲為懷，武功極高，天絕曾傳下「修羅神功」為其壓箱絕技，在華山寧不凡退隱大會之上一度力壓「劍神」卓凌昭，迫使卓凌昭運使「劍芒」才重創靈定。在少林寺一戰中敗於郝震湘的「鎖龍」。後跟楊肅觀同流，建立佛國力抗怒蒼山。
絕技：
- 羅漢銅鑼鈸

少林寺歷代羅漢堂首座的絕技，靈定在華山之戰中曾用來對付卓凌昭。
- 大力金剛掌

少林派知名掌法，靈定曾用來和郝震湘、盧雲交手。
- 佛座孔雀

少林派腿法，靈定曾用來和郝震湘、盧雲交手。招式扫上直下横方位连转极尽变换之能事，有如孔雀開屏。
- 菩提千叶手

靈定和郝震湘交手時用的第一招，指力看似阳刚实为阴柔，讓誤判的郝震湘吃了大虧。
- 安禅制龙掌

少林派中最為剛猛強勁的掌功，招式平淡无奇只是正正一掌推出并无拳脚招式搭配看似简陋，其实个中大有学问。掌力出分短、冲、长三重劲，寸劲破体、冲劲制压、长劲灭敌，似三重大浪般接連出擊。
- 宝盖手刀

靈定和郝震湘交手時所使出的少林武學之一。
- 大慈大悲千叶手

靈定與胡媚兒交手時所用，真氣到處三丈之內灰塵激揚。
- 罗恸罗障月阿修罗心法

以六道輪迴中的「修羅道」為名，罗恸罗手障日月遮蔽其光乃是佛经中最为骁勇的阿修罗神，心法取名罗恸罗阿修罗，足见威力之強大，少林四大金剛中的靈定曾練就，這門武功施展時會使人喪失本性，體型生變，出手力道大為增加，因修罗之道习之躁心。六百年来熬死十八修炼僧，波及无辜枉死者三百余而被少林禁传寺僧。

### 灵音
四大金剛之中的慈悲金刚，為人極為慈悲，近乎迂腐的程度，曾在伍定遠西涼蒙難時出手相救，後於達摩院山门之前为救母羊不惜以身饲虎。天絕曾授其「底栗车卵胎湿化四绝手」作為防身絕學。
正統朝後隱居達摩院之中，對楊肅觀所為之事所知頗深，卻並未阻止，甚至在他有困難時幫助一把。
絕技：
- 底栗车卵胎湿化四绝手

以六道輪迴中的「畜生道」為名，含卵、胎、湿、化四兽形，楊肅觀判斷這四绝手定是阴损诡异的极恶武学，由天絕僧傳授給少林四大金剛的靈音。
- 大悲降魔杵

灵音和金凌霜交手時所使的武功，威力至陽至剛。

## 抚远四大家

### 山东宋神刀

#### 宋公迈
四大家中第一高手，天生神力，身長一丈，號稱「十尺門神」，官封侯爵，歷五朝四帝，武功威望俱是第一流人物，畢生絕技為「神刀勁」。

#### 宋通明
宋公邁長子，武功不俗，手持家傳寶刀「翔鷹」，熟習宋家絕學「神刀勁」，已有乃父六成火候。

### 岭南赵醒狮

#### 赵任勇
第六代赵醒狮

#### 赵任宗
轻功了得，独探达摩院，但为潜龙所害，一直痴傻疯癫

## 镇国铁卫

### 罗摩什
大彻大悟，所以還俗了
原為帖木兒汗國國師，練有幽冥玄氣，參與四王子反叛，失敗后詐死潛入中土，投入江充帳下。正統復辟后還俗，成為「鎮國鐵衛」的六當家，掌財務帳簿。

## 善穆义勇人

### 马人杰
正统朝兵部尚书，因其直言敢谏，多次触怒正统皇帝，终于因刑杖断了一条腿。但声望之高，普天之下，莫不敬重。书中曾暗示在他受刑前夜拒绝了修罗王（大掌柜）的庇佑，或因此受到杨肃观的尊重。

## 皇帝

### 朱炎
隆慶帝長子，武英朝和正統朝的皇帝，氣宇軒昂，「似乎天生就是來當皇帝的」。以太子身份即位後，年號武英。前期也先屢犯邊疆，玉門關一戰損折數十萬大軍；啟用秦霸先和柳昂天後，屢戰屢勝，重振聲威。被診出無子嗣之後，似乎派秦霸先尋回幼弟朱陽，立為太子靖江王（見「小泥鰍」章節）。武英十五年，在御弟泯王的攛掇下，決意御駕親征，并聽信讒言，不允秦霸先和柳昂天隨駕。可以確定的結果是，親征慘敗，秦霸先將武英帝藏入神機洞，泯王趁機登基，改朝換代，并誣秦霸先為反逆。
武英西征的詳情至今仍滿是謎團，但種種暗示表明江充和泯王主導了利用御駕親征而推翻武英帝的皇位的陰謀。按照柳昂天的回憶，御駕親征在即將勝利之際，太監王英為爭功而攪亂大局，終致失敗；聞知親征鍛羽，秦霸先用計從玉門關出兵救駕。種種細節至今未明，可以確定的是，秦霸先將武英帝藏在了神機洞中，這一秘密江充也知道，但開啟洞門的天符羊皮被江充盜走，秦霸先將「吾皇猶在神機洞中」的秘密，藏在了「戊辰歲終，龍皇動世，天機猶真，神鬼自在」的偈語之中；武英西征時帶走了傳國玉璽「正統之寶」，之後在秦霸先手上，怒蒼覆滅后玉璽在潛龍朱陽手中，向天絕交換了自由身。
之後，武英帝就在神機洞里度過了三十多年。景泰年間，江充多次率兵來到神機洞，欲徹底殺死武英。三十多年后，江充與卓凌昭等人進入神機洞，但武英卻被悄悄尾隨的劉敬和寧不凡救走，復辟就此開始。復辟之間，他先後在仁智殿、秦家廢院密室、少林寺達摩院、伍定遠總兵府藏過。楊肅觀復辟成功之後，朱炎再次登基，年號為「正統」。
正統年間，皇帝連興廢陵案、挺殛案和遺宮案，拆毀了景泰的陵寢、廢掉了景泰所立的太子，但在要驅逐景泰後宮的遺宮案中，雖迫使顧嗣源自盡，卻因西北戰事終未完成。他感激楊肅觀復辟成功，卻又提防朝中的「楊黨」勢力；他感念秦霸先的忠義，卻又對他遲遲不帶他出洞心有怨念；他對太后有孺慕之情，卻怨恨她聯合朱謹設計將他趕下皇位；他感激瓊玉瑛三十年不離不棄，卻又懷疑她夜夜笙歌。到了正統十年，城外是餓鬼圍城，朝中是「八王世子」爭嫡，又生出「天下第一大笑話」，風口浪尖的正統皇帝會如何維護他失而複得的皇位？

### 朱謹
隆慶帝次子，景泰朝皇帝。武英年間原封為泯王，武英十五年，促成皇兄御駕親征，廣泛認為江充是奪取武英皇位陰謀的執行者，他和太后是陰謀的幕後人，而原因可能是武英欲立朱陽為東宮。在傳聞武德侯秦霸先弒殺武英皇帝之後，太后將其立為監國皇儲，領導保衛京城之戰；他成為監國后，第一條旨令就是誅殺秦家滿門。也先退兵後登基，是為景泰皇帝。
文采斐然，心地仁厚。和狀元盧雲很投緣，銀川、玉寧兩位公主是他的女兒。在劉敬政變，柳昂天叛國之後，景泰皇帝對包括江充在內的朝中大臣不再信任，以陳鑼山為欽差，領三十萬軍隊圍攻怒蒼，欲奪回玉璽和柳家遺孤，導致京城空虛。景泰三十三年九月十九日，復辟成功，他被降為郕王，旋即被軟禁，不久病死，皇兄朱炎親自見證了他的下葬。

## 其他

### 哲尔丹
無畏者，無敵也。
蒙古第一高手，絕技大黑天拳，為蒙古南征北戰，後敗於薩魔。𣁽星戰五關蒙古最後大將，但在太醫院慘敗於黑衣人伍祟卿。護衛瓊芳到大水瀑尋找寧不凡，並在機緣巧合下救出大水怪盧雲。

### 薩魔
蒙古凶徒，殘忍好殺，奸淫擄掠無惡不作，武功之高幾近怪物！幼时经历悲惨，造就了他残忍狠毒报复所有人的性格，是个可怜人。后因救卢云而死。

### 帖木兒滅里
無國無家的黑契丹
他是契丹皇族的後代，本名耶律崇真，暗恋银川公主，后成為帖木兒汗國的新一代“煞金”。擁有祖傳寶刀“托帕金玉”，卻在手握魔刀時不慎將其毀傷。

### 小白龙
1. 1 2  《英雄志》第十二卷第三章